# De la felicidad
De la felicidad (De vita beata) es un diálogo escrito por Lucio Anneo Séneca sobre el año 58 d. C. Está destinado a su hermano mayor Galión, antes llamado Novato, al que también había dedicado su primer diálogo, titulado De la ira. El diálogo sobre la felicidad está dividido en 28 capítulos que presentan el pensamiento moral de Séneca en plena madurez. 

## Resumen
Séneca, de acuerdo con la doctrina estoica, arguye que la naturaleza es razón (en griego logos) y que la persona deberá emplear su facultad de razonar para vivir en concordia con la naturaleza y de este modo alcanzar la felicidad. El filósofo romano propone el seguimiento de una secuencia lógica en el planteamiento vital, empezando por la definición de los objetivos que la persona quiere conseguir. En la toma de decisiones apuesta por el desprecio a los caminos del vulgo ("el camino más trillado y más conocido es el que más nos engaña") puesto que todos "prefieren creer a juzgar" y "el error [...] de mano en mano [...] lleva al precipicio" (Cap.I). 
En cierto sentido identifica naturaleza y Dios, al que cita varias veces para conminar a su obediencia ("Nacimos en este reino y obedecer a Dios es libertad", Cap. XV), aunque Séneca, lúcido, también escribe una sentencia para los que no encuentran acomodo en la religión: "Si podéis, alabad a los Dioses buenos; si no podéis, al menos pasad de largo. Cuando os enfurecéis contra el cielo no os digo que cometéis sacrilegio, sino que perdéis el tiempo" (Cap. XXVII).
Séneca expone una moral basada en el desprecio a los placeres ("el placer es bajo, servil, débil y caduco" Cap. VII) y a la fortuna ("Sea [el hombre] sólo admirador de sí mismo: confíe en la fuerza de su espíritu y esté preparado para los cambios de la fortuna y sea artífice de su propia vida" Cap. VIII). Aunque admite que existen placeres aceptables, "comedidos y tranquilos, un tanto lánguidos, recatados y apenas perceptibles" ligados a la conducta del sabio (Cap. XII). 
La consecución de la felicidad, por tanto, sólo es realmente posible con el ejercicio de la virtud: "como buen soldado soportará las heridas, contará las cicatrices y al morir atravesado por los dardos, morirá amando al jefe por quien cae a tierra" (Cap. XV), porque "nadie puede vivir alegremente sin vivir también con honestidad" (Cap. VI). Así, Séneca distingue entre virtudes duras o difíciles y virtudes blandas o más fáciles de poner en práctica, porque "no hay virtud sin trabajo" (Cap. XXV). Entre las duras están la paciencia, la fortaleza y la perseverancia; y entre las blandas, la liberalidad, la templanza y la mansedumbre.  
En cuanto a las riquezas, el filósofo hispano no las considera buenas o malas de por sí, pero reconoce que son "útiles y que aportan grandes comodidades a la vida" (Cap. XXIV), por lo que el sabio las  prefiere pero no se subordina a ellas. En este sentido, las riquezas deben ser un instrumento de virtud, usando de ellas para dar al prójimo, pues "nunca invierto mejor que cuando doy" (Cap. XXIV).   

## Acusaciones de hipocresía y motivo de la obra
A lo largo de toda su vida, el autor recibió numerosas acusaciones de hipocresía por la discordancia entre su filosofía y sus actos. Hay muchos casos que se trataron de simples calumnias, pero los acontecimientos de su vida demuestran que sí incumplía algunos de los preceptos básicos del estoicismo. 
Para empezar, no aplicó las severas normas del estoicismo stricto sensu a su vida por consejo de su padre, quien temía que, por un lado, esas restricciones empeorasen su débil salud, y por otro lado, que se ganara el odio del emperador Tiberio, hostil a los filósofos. 
Después de su vuelta a Roma (tras su período de exilio) se convirtió en profesor de Nerón por orden de Agripina, y dado que este ya contaba con dos preceptores de filosofía, se puede deducir que sus enseñanzas iban más bien encaminadas hacia la elocuencia y la moralidad. No obstante, el comportamiento de Nerón durante su gobierno demuestra que no aprendió mucho de él (quien durante los cinco años del principado neroniano había gobernado con sabiduría), ya que por envidia le disminuyó el acceso al poder y posteriormente inició un gobierno marcado por la crueldad, hasta la ejecución del matricidio. Además, contrariamente a su filosofía, fue el mismo Séneca quien escribió la carta al Senado que justificaba este mismo asesinato. 
Suilio lo acusó directamente de no solo no haber cumplido los preceptos estoicos, sino también de haber actuado inmoralmente: lo denunció por acumular riquezas y desear más mediante herencias, así como oprimir Italia y las provincias con su usura. Tan grave debió ser esta acusación que, según Tácito, fue el motivo por el cual Séneca y sus camaradas se dedicaron a remover el pasado de Suilio para acusarlo de extorsión y apropiación indebida de capital público en época de Claudio, de manera que le provocaron el exilio. Aún y así, considerando que el daño no estaba reparado, el filósofo se vio en la necesidad de escribir De vita beata como respuesta a las críticas y para defenderse frente a la opinión pública.